# Красноокий Вадим Станіславович
Вадим Станіславович Красноокий (нар. 4 березня 1974, Київ) — український співак, актор, лідер та фронтмен рок-гурту Mad Heads.

## Біографія
Народився 4 березня 1974 року у Києві. 
Співак народився у російськомовній сім'ї, проте вільно володіє українською та англійською мовами. Навчався на зварювальному факультеті НТУУ "КПІ". Після закінчення середньої школи заснував музичний гурт Mad Heads. Володіє грою на акустичній та електрогітарі. Є автором більшості пісень гурту, включно з піснею «Велика гра» до Євро-2012. Вадим Красноокий на сцені вже понад двадцять років.

## Громадянська позиція
Багато композицій, зокрема пісню «Молода кров», Вадим присвятив подіям на Майдані. 
Разом з гуртом «Mad Heads» часто подорожує, відвідував з концертами зону АТО. У Росії концертну діяльність не вів понад десять років: завжди «некомфортно почувався в тому шоубізнесі».

## Особисте життя
Зі своєю дружиною Оксаною Вадим познайомився на концерті, під час якого «Mad Heads» дебютували з першим публічним виступом, а Оксана грала з власним рок-гуртом. «І ми почали спілкуватися, тому що нам було один з одним цікаво, в той час, коли інші не розуміли нас», — згадує Вадим. «Ми зустрічалися 10 років, але не жили разом. Я був занадто поглинений своєю музичною діяльністю, та й занадто юний, щоб думати про шлюб. А потім ми вирішили, що якщо і далі хочемо бути разом, то нашим відносинам потрібен розвиток, і тягнути більше не варто. Пішли і розписалися». Вадим зазначає, що найважливішою для нього завжди була музика, проте дружина ставиться до цього з розумінням, оскільки співпрацює з ним у якості директора гурту.
У побуті Вадим розмовляє виключно рідною мовою, тоді як його дружина Оксана — російською. Сім'я пояснює це бажанням прищеплювати дитині володіння декількома мовами водночас. Син зірки української естради захоплюється мотоциклами та читанням книжок. За словами Вадима, читання є сімейною традицією, разом з сином вони читали «Пригоди Тома Соєра і Гекльберрі Фінна», «Гаррі Потер», «Діти капітана Гранта», «Мумій Троль», «Дивовижний чарівник Країни Оз».  Вадим намагається також приділяти увагу вивченню української літератури.

## Дискографія
| Назва                    | Слова / Музика                 | Альбом | A | Рік | #     |
| А я на морі              | В. Красноокий / В. Красноокий  |        | 4 |     | 26583 |
| Автобус буратін          | В. Красноокий / В. Красноокий  |        |   |     | 6662  |
| Амнезія                  | В. Красноокий / В. Красноокий  |        |   |     | 689   |
| Буває                    | В. Красноокий / В. Красноокий  |        | 4 |     | 9400  |
| Велика Гра               | В. Красноокий / В. Красноокий  |        |   |     | 707   |
| Весна                    | В. Красноокий / В. Красноокий  |        |   |     | 4622  |
| Вженема                  | В. Красноокий / В. Красноокий  |        |   |     | 1767  |
| Вуду                     | В. Красноокий / В. Красноокий  |        |   |     | 1422  |
| Гроші                    | В. Красноокий / В. Красноокий  |        |   |     | 1860  |
| Добре                    | В. Красноокий / В. Красноокий  |        |   |     | 1396  |
| Дорога                   | В. Красноокий / В. Красноокий  |        |   |     | 220   |
| Дощ                      | В. Красноокий / В. Красноокий  |        |   |     | 1100  |
| Зброя і квіти            | В. Красноокий / В. Красноокий  |        |   |     | 998   |
| Зброя і Квіти            | В. Красноокий / В. Красноокий  |        | 4 |     | 2365  |
| Зірки знають             | В. Красноокий / В. Красноокий  |        | + |     | 2154  |
| Надія є                  | В. Красноокий / В. Красноокий  |        | 4 |     | 99162 |
| Надія є!                 | В. Красноокий / В. Красноокий  |        | 4 |     | 6192  |
| Наступна зупинка Голівуд | В. Красноокий / В. Красноокий  |        |   |     | 671   |
| Не чекай                 | К. Штойко / В. Красноокий      |        |   |     | 1953  |
| Новий Рік                | В. Красноокий / В. Красноокий  |        | + |     | 2801  |
| Отрута                   | В. Красноокий / В. Красноокий  |        | 5 |     | 2730  |
| Отрута *                 | В. Красноокий / Mad Heads (XL) |        | + |     | 1351  |
| Пісня світла             | В. Красноокий / В. Красноокий  |        |   |     | 9470  |
| По барабану              | В. Красноокий / В. Красноокий  |        |   |     | 2057  |
| Привиди                  | В. Красноокий / В. Красноокий  |        |   |     | 1366  |
| Пробки                   | В. Красноокий / В. Красноокий  |        |   |     | 5731  |
| П'ятниця                 | В. Красноокий / Mad Heads (XL) |        |   |     | 3953  |
| Розслабся, не парся      | В. Красноокий / В. Красноокий  |        | 3 |     | 5538  |
| Спека зимова             | В. Красноокий / В. Красноокий  |        |   |     | 1488  |
| У минулому житті         | В. Красноокий / В. Красноокий  |        |   |     | 1384  |
| Україна                  | В. Красноокий / В. Красноокий  |        | + |     | 8646  |
| Хот род бугі вугі        | В. Красноокий / В. Красноокий  |        |   |     | 2071  |
| Чи те того варте?        | В. Красноокий / В. Красноокий  |        |   |     | 1376  |
| Шлях до неба             | В. Красноокий / В. Красноокий  |        |   |     | 1256  |
| Я на горі                | В. Красноокий / В. Красноокий  |        |   |     | 401   |
| Forever                  | В. Красноокий / В. Красноокий  |        |   |     | 760   |
| Screenka                 | В. Красноокий / В. Красноокий  |        |   |     | 1331  |

## Цікаві факти
- На одному з концертів співака трапився випадок, коли слухачка вкусила співака за ногу. «Ось тоді я якраз кричав, але не на неї, а просто від болю. Дівчина не обмежилася звичайним укусом, вона стулила щелепи на гомілці моєї лівої ноги, і так повисла. Я в той момент виконував віртуозне гітарне соло, стоячи на барній стійці, з боку напевно виглядало так, що я кричу від почуттів, які мене переповнювали. І почуття дійсно переповнювали — з одного боку мені було дуже смішно, і одночасно — по-справжньому боляче»
- В часи, коли у співака не було власного музичного інструменту, він часто позичав гітару в друзів. Коли у магазині траплялася доступна за ціною гітара, а час на дорогу додому не можна було витрачати, Вадим просив гроші у перехожих, тільки у жінок, і ніхто не відмовляв.

## Фільмографія
- 2007 — Фабрика щастя / камео / композитор фільму